# Jean-Louis Girodolle
Jean-Louis Girodolle, né le 2 août 1968 à Limoges, est un banquier d'affaires et ancien haut fonctionnaire français. Il est l’actuel directeur général de la branche française de la Banque Lazard.

## Biographie

### Jeunesse et études
Fils d’un commerçant et d’une enseignante, Jean-Louis Girodolle étudie au lycée Gay-Lussac de Limoges, puis est diplômé de l'Institut d'études politiques de Paris et de l’ENA (promotion Saint-Exupéry).

### Carrière au sein de la haute fonction publique
Il sort en 1994 dans la botte de l'ENA et accède ainsi à l’Inspection générale des Finances. Il occupe différents postes au sein du ministère de l’Économie et des Finances. Il est d'abord adjoint au chef du bureau des banques publiques à la direction du Trésor de 1998 à 2000, puis conseiller technique au cabinet de Laurent Fabius, alors ministre de l’Économie, des Finances et de l’Industrie, de 2000 à 2002.
Il devient chef du bureau des marchés financiers à la direction du Trésor en 2002, puis sous-directeur à l'Agence des participations de l'État de 2003 à 2006.

### Carrière au sein de la banque d'affaires
Jean-Louis Girodolle rejoint Lazard en janvier 2007 comme associé-gérant du bureau de Paris. 
Il conseille de nombreuses opérations financières importantes, dont notamment la cession de l’aéroport de Toulouse-Blagnac à Eiffage en 2019 ; le rapprochement annoncé en 2018 entre CNP Assurances et La Banque Postale et la prise de contrôle concomitante de La Poste par la CDC ; l’offre publique de Thalès sur Gemalto annoncée en 2017 ; l'offre publique de Safran sur l'équipementier aéronautique Zodiac en 2017 ainsi que la cession de Morpho par Safran en 2016 ; l’entrée de Nippon Steel & Sumitomo Metal Corporation au capital de Vallourec en 2016 ; l’acquisition d'Alstom par General Electric en 2014 ;  l'entrée au capital de PSA du constructeur chinois Dongfeng Motor en 2014 ou encore la réorganisation complète de l’actionnariat d’Airbus en 2013.
Il est nommé directeur général de la branche française de Lazard le 27 octobre 2019, succédant ainsi à Matthieu Pigasse, démissionnaire. Sa nomination est validée par le PDG de Lazard, Kenneth Jacobs, qui souligne l'ancienneté du travail de Girodolle au sein de la banque.

## Prises de position
Il est qualifié de social-démocrate.